# Fate (gruppo musicale)
I Fate sono un gruppo heavy metal fondato nel 1984 a Copenaghen, Danimarca, dall'ex chitarrista dei Mercyful Fate Hank Shermann.

## Storia
I Fate vennero fondati nel 1984 a Copenaghen quando il chitarrista Hank Sherman abbandonò la storica band dei Mercyful Fate per divergenze musicali. Hank arruolò il bassista Pete Steiner (a.k.a. Peter Steincke) ed il batterista Bob Lance (Bjarne Holm). La formazione venne infine completata con il cantante Jeff "Lox" Limbo (Jens Meinert).
Originariamente descritti come la versione danese dei Van Halen, il gruppo ottenne un ottimo successo con il debutto Fate, pubblicato nello stesso '84 per la major EMI.
Il disco seguente, intitolato A Matter of Attitude, venne pubblicato nel 1986 e consolidò il successo del quartetto danese.
Nel 1986 il gruppo vede il primo cambio di formazione con il fondatore Hank Sherman che abbandona il progetto, e che verrà sostituito da Mr. Moth (Jacob Moth).
Sherman fonderà un nuovo progetto verso la fine del 1988 chiamato Lavina, assieme ad altri due ex membri dei Mercyful Fate, il chitarrista Michael Denner ed il bassista Timi G. Hansen con il cantante Rick Sterrie ed il batterista Nick James.
Dopo aver suonato al fianco di Yngwie Malmsteen nel suo tour Europeo del 1988 i Fate tornarono in studio dando alla luce il terzo album Cruisin' for a Bruisin' nel 1989. Questo era orientato su sonorità e temi più seri e maturi, sulla scia del disco di David Lee Roth Skyscraper, pubblicato proprio in quel periodo. Il disco, prodotto da Simon Hanhart (Saxon, Waysted), ottenne successo anche grazie alla spinta del singolo e video del brano "Lovers".
Con Scratch 'N' Sniff, prodotto da Tommy Hansen e pubblicato nel 1990, la band mostra un ritorno verso le sonorità dei primi due dischi, ma allo stesso tempo rimane ancorata su una certa maturità del suono. Questo fu dovuto ad un importante cambiamento; Limbo abbandonò la band venendo sostituito da Per Henriksen (successivamente cambierà nome in Johansson). La voce di Henriksen si prestava molto allo stile della band, e l'impatto di Scratch 'N' Sniff fu enorme. Oltre al nuovo vocalist, la formazione viene aggiornata con l'entrata del giovane chitarrista Mattias "IA" Eklundh. Apparì nel disco come corista il vocalist dei tedeschi Thunderhead Ted Bullet.
La band ottenne un altro "tutto esaurito" grazie a tour in Scandinavia e successivamente in Europa di aiuto ai tedeschi Axxis.
Dopo diversi tour tra il 1990 e 1991 al fianco dei loro compatrioti Pretty Maids, Mattias decise di abbandonare il progetto per dedicarsi alla carriera solista, o meglio per fondare il gruppo Freak Kitchen nel ruolo di vocalist/cantante. Egli verrà così sostituito dal talentuoso Søren Hoff. Ma dopo aver pubblicato un paio di demo con tale formazione, i Fate si sciolsero nel 1993 a causa delle nuove tendenze musicali ed il conseguente abbandono da parte della loro etichetta.
Nel luglio 2004 i Fate si riunirono in occasione del  "Deep Impact Festival" a Monaco, Germania. La formazione che partecipò al festival era composta da Per Johanson, Sørren Hoff, Peter Stienke, il batterista provvisorio Claus Lindy e Finn Zierler alle tastiere.
Peter, Per, Søren e due turnisti; il batterista Rasmus Duedahl ed il tastierista Nicklas Burman, tornarono in attività. La MTM Music ottenne i diritti per ristampare i dischi A Matter Of Attitude e Scratch N Sniff in precedenza pubblicati dalla EMI, che vennero rimasterizzati ed aggiornati con tracce bonus.
La formazione venne infine consolidata con Peter, Per, Søren ed il nuovo batterista Mikael Kvist (proveniente dalla prog-metal band Elsesphere).
Nel autunno 2005/06 la band concluse le registrazioni del nuovo album in studio. Questo verrà intitolato V, e sarà prodotto da Tommy Hansen (già produttore del disco Scratch N Sniff, ma anche di note band come Helloween, Pretty Maids e molte altre). Firmando per la MTM Music per Europa, Australia e Sud America e per la Replica Records in Francia, i Fate pubblicheranno V nell'aprile 2006, prima di eseguire alcuni live show in Danimarca e in Europa.

## Formazione

### Formazione attuale
- Per Henrikson (Per Johansson) - voce (1990-93, 2004-oggi)
- Søren Hoff - chitarra (1991-93, 2004-oggi)
- Peter Stienke (Pete Steiner) - basso, tastiere (1984-93, 2004-oggi)
- Mikael Kvist - batteria (2004-oggi)

### Ex componenti
- Hank Shermann - chitarra solista (1984-86)
- Bob Lance (Bjarne Holm) - batteria (1984-93)
- Jeff Limbo (Jens Meinert) - voce (1984-90)
- Mr. Moth (Jacob Moth) - chitarra solista (1987-93)
- Mattias Eklundh - chitarra solista (1990-91)
- Flemming Rothaus - tastiere

### Turnisti
- Claus Lindy - batteria (2004)
- Finn Zierler - tastiere (2004)
- Rasmus Duedahl - batteria
- Nicklas Burman - tastiere

## Discografia

### Album in studio
- 1984 - Fate
- 1986 - A Matter of Attitude
- 1988 - Cruisin' for a Bruisin'
- 1990 - Scratch 'N' Sniff
- 2006 - V

### Singoli
- 1985 - Love on the Rox
- 1986 - Won't Stop
- 1987 - Summerlove
- 1988 - Lovers
- 1988 - Babe You Got a Friend
- 1990 - Freedom
- 1990 - You're the Best (Money Can Buy)